# 1986 في السويد
فيما يلي قوائم الأحداث التي وقعت خلال عام 1986 في السويد.

## سياسة

### انتهاء فترة المنصب
- 28 فبراير – أولوف بالمه رئيس وزراء السويد.

## ظهور
- 1 يناير – روكسيت

## مواليد

### يناير
- 16 يناير – جويل يوهانسون لاعب كرة قدم سويدي.

### فبراير
- 19 فبراير – بيورن غوستافسون
- 20 فبراير – جيسيكا هيلبيرج لاعبة كرة يد سويدية.

### مارس
- 15 مارس – يعقوب أورلوف لاعب كرة قدم سويدي.
- 18 مارس – ليكي لي مغنية سويدية.
- 26 مارس – إيما لين لاعبة كرة مضرب فنلندية.

### أبريل
- 11 أبريل – أنجليكا فالين لاعبة كرة يد سويدية.

### مايو
- 9 مايو – مارتن باهلمبلاد لاعب كرة سلة سويدي.

### يونيو
- 13 يونيو – مونس زيلميرلوف
- 22 يونيو – بار هانسون لاعب كرة قدم سويدي.
- 25 يونيو – بونتوس فيرنبلوم لاعب كرة قدم سويدي.
- 26 يونيو – راسموس بينغتسون لاعب كرة قدم سويدي.

### يوليو
- 3 يوليو – أولا تويفونين لاعب كرة قدم سويدي.
- 10 يوليو – أندرياس باليكا لاعب كرة يد سويدي.

### أغسطس
- 11 أغسطس – إميل يوهانسون لاعب كرة قدم سويدي.
- 17 أغسطس – ماركوس بيرغ لاعب كرة قدم سويدي.

### سبتمبر
- 2 سبتمبر – سيسيليا جروبستروم لاعبة كرة يد سويدية.
- 8 سبتمبر – يوهان داهلين لاعب كرة قدم سويدي.

### أكتوبر
- 30 أكتوبر – ألكسندر لوند متسابق دراجات نارية سويدي.

### نوفمبر
- 19 نوفمبر – ميلان سميليانيتش لاعب كرة قدم صربي.

### ديسمبر
- 13 ديسمبر – ميكائيل لوستيغ لاعب كرة قدم سويدي.

### فبراير
- 1 فبراير – أولفا ميرال (مواليد 1902)
- 28 فبراير – أولوف بالمه (مواليد 1927) سياسي سويدي.

### نوفمبر
- 20 نوفمبر – آرنه ليندرهولم (مواليد 1916) لاعب كرة قدم سويدي.

### ديسمبر
- 2 ديسمبر – أرفيد ثورن (مواليد 1911) لاعب كرة قدم سويدي.